# Adam Eriksson (fotbollsspelare född 1990)
Adam Lars Eriksson, född 13 juli 1990 i Fristads församling i Älvsborgs län, är en svensk före detta fotbollsspelare.

## Karriär
Erikssons moderklubb är Sparsörs AIK. Som 15-åring gick han över till IF Elfsborg, där han spelade i fyra år. Han började sin seniorkarriär i Norrby IF, där han spelade i tre år. I december 2011 värvades Eriksson av Falkenbergs FF, som han skrev på ett tvåårskontrakt för. I oktober 2013 förlängde han sitt kontrakt med två år.
I december 2015 skrev Eriksson på ett treårskontrakt med Helsingborgs IF. I december 2018 förlängde han sitt kontrakt med två år samt en option på ytterligare ett år. Efter säsongen 2020 lämnade Eriksson klubben.
I augusti 2021 blev Eriksson klar för en återkomst i Falkenbergs FF, där han skrev på ett halvårskontrakt. I januari 2022 förlängde Eriksson sitt kontrakt med tre år. Efter säsongen 2023 meddelade Eriksson att han avslutade sin fotbollskarriär.